# Amerikai tonna
Az amerikai tonna (eredetiben Short Ton, S/T) az amerikai mértékegységrendszerben használt súlyegység, értéke 2000 font (907,18474 kilogramm).
Az amerikai helyesírásban röviden ton, míg a tonna (1000 kg), illetve az angol tonna (long ton, 2240 font, 1016,04691 kg) leírva tonne. Egy pár amerikai használatnál, például a tengerészetnél, a ton azonban a 2240 fontos angol tonnát jelenti
A long ton és a short ton is egyaránt 20 hundredweightből áll, ám a brit használatban egy hundredweight 8 stone (112 font, 50,8 kg), az amerikaiban pedig 100 font (45,4 kg). Az előbbi a long vagy bruttó hundredweight, az utóbbi a short vagy nettó hundredweight.
Maga a tonne kelta és francia eredetű, a legnagyobb hordó esetén használták. Óangolul az írásmódja tunne, jelentése hordó. Franciául a hordó a mai napokban is tonneau.
Nem tévesztendő össze az észak-amerikai hűtő- és klímaiparban használt ton of regfrigeration-nel  („hűtési tonnával”), amely nem tömeg- hanem teljesítmény-mértékegység, gyakori rövidítései RT, TR, ToR, és amely egyenlő körülbelül 12 000 BTU/h-val, SI-rendszerben 3517 Watt-tal.